# Гроув, Эндрю
Э́ндрю Сти́вен Гро́ув (англ. Andrew Stephen Grove; настоящее имя А́ндраш И́штван Гроф, венг. Gróf András István; 2 сентября 1936, Будапешт — 21 марта 2016, Лос-Альтос) — сооснователь корпорации Intel.
Проявил себя как эффективный топ-менеджер — сумев вывести Intel из кризиса, вызванного появлением на рынке более дешёвых японских модулей памяти и ошибкой в процессоре Pentium. История возрождения корпорации стала хрестоматийной, как пример эффективных действий используется в бизнес-школах.

## Биография
Эндрю Гроув родился в Будапеште в еврейской семье. Остался слабослышащим после перенесённой в четырёхлетнем возрасте скарлатины. Во время депортации венгерских евреев в концентрационные лагеря, скрывался с матерью на арийской стороне под поддельными документами. Отец был отправлен на принудительные работы и семья воссоединилась лишь после войны.
Спасаясь от последствий волнений 1956 года, эмигрировал в США. Приехав в США, Гроув поселился у своего дяди в Бронксе, поступил в нью-йоркский City College на факультет химических технологий, а чтобы платить за учёбу устроился работать официантом. В 1960 г. он окончил колледж, получив степень бакалавра.
В 1963 г. Гроув получил степень доктора наук в Калифорнийском университете в Беркли. Окончив университет, работал в исследовательской лаборатории компании Fairchild Semiconductor, где в 1967 г. занял должность помощника директора по исследованиям и разработкам.
В июле 1968 г. совместно с Робертом Нойсом, Гордоном Муром и ещё шестью бывшими сотрудниками Fairchild Semiconductor основал корпорацию Intel. В 1979 г. он стал её президентом, в 1987 г. исполнительным директором, а в 1997 исполнительным директором и председателем совета директоров. В мае 1998 г. Гроув ушёл с поста исполнительного директора, оставшись в качестве председателя совета директоров.

## Научная деятельность
Эндрю Гроув — автор более 40 технических публикаций и нескольких патентов в области полупроводниковых технологий и устройств. Доктор Гроув шесть лет преподавал физику полупроводниковых устройств студентам старших курсов Калифорнийского университета в Беркли. Читал курс лекций «Стратегия и деятельность в области индустрии обработки данных» в школе бизнеса Стэнфордского университета.

## Награды
- 1960 Премия Американского общества химиков
- 1966 Премия «За достижения», IEEE
- 1974 Премия Дж. Эберса, IEEE
- 1975 Почетная грамота «За заслуги», Институт Франклина
- 1979 Премия Национальной академии инженерных наук
- 1980 Медаль Таунсенда Харриса, City College, Нью-Йорк
- 1984 Занесен в Галерею славы Ассоциации информационной индустрии
- 1984 Премия «Совета ста», Аризонский университет
- 1985 Степень почётного доктора наук, City College, Нью-Йорк
- 1987 Медаль «За лидерство в инженерных науках», IEEE
- 1987 Награда «Enterprise Award», Ассоциация бизнеса и профессиональной рекламы
- 1989 Почетный доктор технических наук, Политехнический институт, г. Вустер
- 1990 Премия Джорджа Вашингтона, Американо-венгерский фонд
- 1993 «Гражданин года», Всемирный форум в Кремниевой долине
- 1993 «Руководитель года», университет Аризоны
- 1993 Медаль «За достижения», American Electronics Association
- 1995 Технологическая премия фонда Хайнца
- 1995 Медаль Джона фон Ньюмана, Американо-венгерская ассоциация
- 1995 Медаль Стейнмана, City College, Нью-Йорк
- 1996 «Государственный деятель года», школа бизнеса Гарвардского университета
- 1996 Премия «За международные достижения», World Trade Club
- 1997 IEEE 1997 Computer Entrepreneur Award
- 1997 Cinema Digital Technologies Award, Международный кинофестиваль
- 1997 «Исполнительный директор года», журнал CEO
- 1997 «Технологический лидер года», журнал Industry Week
- 1997 «Человек года», журнал Time
- 1998 «Выдающийся руководитель года», Академия менеджмента
- 2000 Степень почётного доктора юридических наук Гарвардского университета
- 2000 Медаль почёта IEEE
- 2001 Медаль «За выдающиеся достижения», Общество стратегического менеджмента[10]

## Семья
Был женат на Еве Гроув, имел 2 детей.

### Книги, изданные на русском языке
- Эндрю Гроув. Выживают только параноики. Как использовать кризисные периоды, с которыми сталкивается любая компания = Only the Paranoid Survive: How to Exploid the Crisis Points That Challenge Every Company. — М.: «Альпина Паблишер», 2011. — 200 с. — ISBN 978-5-9614-1659-6.
- Эндрю Гроув. Высокоэффективный менеджмент = High Output Management. — Филинъ, 1996. — 280 с. — ISBN 5-900855-35-1.

### Книги, изданные на английском языке
- Physics and Technology of Semiconductor Devices (англ.). — Wiley, 1967. — ISBN 0471329983.
- One on One With Andy Grove (англ.). — Penguin Putnam[англ.], 1988. — ISBN 0140109358.
- High Output Management (англ.). — Random House, 1995. — ISBN 0679762884. (оригинал издан в 1983 году)
- Only the Paranoid Survive (англ.). — Doubleday, 1996. — ISBN 0385482582.
- Swimming Across: A Memoir (англ.). — 2001. — ISBN 0446679704.
- Strategy Is Destiny: How Strategy-Making Shapes a Company's Future (англ.). — 2001. — ISBN 0684855542. (в соавторстве)
- Strategic Dynamics: Concepts and Cases (англ.). — McGraw-Hill/Irwin, 2005. — ISBN 0073122653. (в соавторстве)